# Gigantes (álbum)
Gigantes é o segundo álbum de estúdio do rapper brasileiro BK, lançado em 13 de outubro de 2018 pela Pirâmide Perdida Records contendo 13 faixas. Aclamado pela crítica o álbum foi eleito o 21º melhor disco brasileiro de 2018 pela revista Rolling Stone Brasil e um dos 25 melhores álbuns brasileiros do segundo semestre de 2018 pela Associação Paulista de Críticos de Arte. Sucesso também de público o álbum foi certificado em disco de ouro com mais de 80 milhões de reproduções e a música “Planos” em duplo platina  com mais de 30 milhões de reproduções.
O disco conta com composições e a participação de artistas como Marcelo D2, Sain, Baco Exu do Blues, Akira Presidente, Luccas Carlos, KL Jay, Juyè e Drik Barbosa. Os músicos Hodari, Rodrigo Tavares, Marlon Sette, Guto Wirtti, Magno Brito, Diogo Gomes, Bruno Patricio Leite, Kainã do Jejê e Felipe Bade também contribuem para a obra com suas participações.
Os instrumentais são assinados por El Lif Beatz, JXNV$, Nave e Arit. O disco foi gravado no Estúdio Companhia dos Técnicos e mixado por Arthur Luna, sete vezes indicado ao Grammy. A masterização ficou por conta da Sterling Sound pelas mãos do norte americano colecionador de Grammy’s, Chris Gehringer, que já assinou grandes trabalhos como o “Enter the Wu-Tang (36 Chambers)”, do Wu Tang Clan, “Stillmatic”, do Nas, “Magna Carta Holy Grail”, do Jay-Z, “Be Careful”, da Cardi B, Loud, de Rihanna, Born This Way, de Lady Gaga, e Blurred Lines, de Robin Thicke.

## Arte da capa
A estética visual de Gigantes foi desenvolvida pelo artista plástico Maxwell Alexandre e inspirada nas obras de suas séries “Pardo é papel” e “Reprovados”, que fazem parte do acervo de museus como MASP (Museu de arte de São Paulo Assis Chateaubriand), Pinacoteca do Estado de São Paulo e MAR (Museu de Arte do Rio). Além da capa do disco e do single “Correria”, lançado em 23 de agosto, a arte de Maxwell é referenciada nos três videoclipes que acompanham o álbum – os clipe “Correria”, "Deus do Furdunço" e "Julius".

## Faixas
1. Novo Poder – 03:46
2. Porcentos – 03:24
3. Gigantes – 03:52
4. Exóticos – 02:29
5. Julius – 04:12
6. Abebe Bikila – 04:23
7. Titãs – 04:54
8. Vivos – 04:10
9. Planos – 03:39
10. Jovens – 03:32
11. Deus do Furdunço – 02:29
12. Falam – 03:56
13. Correria (Remix) – 04:31